# 기장 고불사 묘법연화경
기장 고불사 묘법연화경(機張 古佛寺 妙法蓮華經)은 부산광역시 기장군 철마면, 고불사에 있는 조선시대의 불경이다. 2013년 10월 23일 부산광역시의 유형문화재 제131호로 지정되었다.

## 개요
1493년(성종 24)에 홍산(鴻山)에 있는 만수산 무량사(萬壽山 無量寺)에서 간행한 목판본으로, 1450년(세종 25)에 세종이 동궁으로 있던 문종의 중병을 불력으로 고치기 위해 주자소로 하여금 인출케 한 갑인자본(甲寅字本)을 저본(底本)으로 번각한 것이다. 7권 3책의 완본으로 오침안정법의 선장으로 장정되었으며, 권말에는 김시습의 발문(跋文)이 있다.
고불사 소장『묘법연화경』은 1493년에 갑인자판을 번각한 오래된 판본이다. 7권3책의 완본으로 전래본(傳來本)이 드물고, 권말에는 간기, 발문 및 시주질이 있어서 서지학, 인쇄사, 불교학, 국문학 등의 연구에 귀중한 자료이다. 특히 김시습의 발문은 그의 마지막 유작으로 추정되는 만큼 그 나름의 의의를 지니고 있다.

## 같이 보기
- 묘법연화경

## 참고 자료
- 고불사 묘법연화경 - 국가유산청 국가유산포털